# Débora Monteiro
Débora Moreira Monteiro (Vila Nova de Gaia, 18 de Junho de 1983) é uma atriz e apresentadora de televisão portuguesa. 

## Biografia e carreira
Débora Monteiro, com o nome completo de Débora Moreira Monteiro nasceu em Vila Nova de Gaia, no dia 18 de junho de 1983. Natural de Vila Nova de Gaia, mudou-se para Lisboa pouco depois de completar a maioridade.  
Iniciou-se como modelo aos 14 anos, graças a um ultimato feito pela irmã, Soraia Monteiro. Abordada na rua por uma agência de modelos, Soraia foi convidada a realizar um curso de manequim, desafio que se comprometeu a aceitar no caso de poder ser acompanhada por Débora. A partir da moda fez inúmeras campanhas publicitárias nos anos seguintes, algo que conquistou a atenção dos mais atentos para a sua vocação na vertente da representação, o que acabou por acontecer em 2006, ao integrar o elenco da novela da TVI, Tempo de Viver. Nesse mesmo ano participou no videoclipe de "Melancholic Ballad (for the Leftlovers)", da banda portuguesa Fingertips, realizado por João Costa Menezes. Nos dois anos seguintes fez campanhas publicitárias, entre as quais um anúncio para a Sagres e outro para a Optimus Telecomunicações. Em 2010, foi a capa da revista Maxmen.
A partir da sua participação na novela Tempo de Viver, as portas da representação abriram-se de imediato, e em 2008 entra na série juvenil da TVI Morangos com Açúcar.
Estreou-se no cinema em 2009, ao participar no filme Duas Mulheres de João Mário Gil, um desafio que viria a marcar para sempre o percurso da atriz, contracenando com Beatriz Batarda, Nicolau Breyner e Virgílio Castelo.
Integrou em 2011, a série de comédia da RTP1, Último a Sair. Para a estação pública, participou ainda na novela Os Nossos Dias (2014) e na série Pôr do Sol (2021).
Em 2012, entra para a SIC, canal onde ainda hoje trabalha, para participar em Dancin' Days. Desde então é uma das caras mais ativas do canal tendo participado em inúmeras novelas, tais como, Mar Salgado, Rainha das Flores, Alma e Coração, Terra Brava ou Flor sem Tempo.
Integrou o elenco do filme Mau Mau Maria, em 2014, regressando ao cinema quatro anos depois em Linhas de Sangue (2018).
Em 2020, a convite de Daniel Oliveira (Diretor de Programas da SIC), estreia-se na apresentação com o programa das tardes de domingo do canal, Domingão. Tem conciliado a carreira de atriz com a de apresentadora, e nos últimos anos, além de apresentar as tardes de domingo, já apresentou programas como Estamos em Casa, Olhó Baião!, Olhá SIC, Feriadão e outras emissões especiais do canal.   
Em 2024, participa no filme Vive e Deixa Andar, no papel de Divã, ao lado de atores como Oceana Basílio, Alexandra Lencastre, Eduardo Madeira ou Joana Pais de Brito.
Depois de Flor sem Tempo, regressa às novelas com A Herança, onde interpreta Susana Barbosa, em 2025, na SIC.

## Vida pessoal
A atriz e apresentadora namora desde 2011, com Miguel Mouzinho, com quem tem duas filhas gémeas, Alba e Júlia, nascidas no dia 8 de julho de 2020.

## Filmografia

### Televisão
| Ano             | Projeto                           | Papel                          | Notas                                | Canal |
| --------------- | --------------------------------- | ------------------------------ | ------------------------------------ | ----- |
| 2006 - 2007     | Tempo de Viver                    | Helena Gonçalves               | Elenco Principal                     | TVI   |
| 2008            | Morangos com Açúcar               | Bruna Soares                   | Elenco Principal                     | TVI   |
| 2009            | Ele É Ela                         | Clara Soares                   | Elenco Adicional                     | TVI   |
| 2011            | Último a Sair                     | Atriz, como ela própria        | Elenco Principal                     | RTP1  |
| 2011            | Pai à Força                       | Joana Barreto                  | Elenco Principal                     | RTP1  |
| 2011            | Maternidade                       | Julieta                        | Elenco Adicional                     | RTP1  |
| 2012 - 2013     | Dancin' Days                      | Cátia Moura                    | Elenco Principal                     | SIC   |
| 2013 - 2015     | Os Nossos Dias                    | Ana Duarte                     | Elenco Principal                     | RTP1  |
| 2014            | Mulheres de Abril                 | Carmen                         | Elenco Adicional                     | RTP1  |
| 2014            | Bem-Vindos a Beirais              | Diana                          | Elenco Adicional                     | RTP1  |
| 2014 - 2015     | Mar Salgado                       | Rute Lopes                     | Elenco Principal                     | SIC   |
| 2016 - 2017     | Rainha das Flores                 | Marisa Rossi                   | Elenco Principal                     | SIC   |
| 2017 - 2018     | Paixão                            | Conceição «São» Oliveira Gomes | Elenco Principal                     | SIC   |
| 2018 - 2019     | Alma e Coração                    | Esmeralda Ramirez              | Elenco Adicional                     | SIC   |
| 2019            | Lip Sync Portugal (1.ª temporada) | Ela Própria                    | DJ                                   | SIC   |
| 2019            | XXIV Gala Globos de Ouro          | Ela Própria                    | Apresentadora da Passadeira Vermelha | SIC   |
| 2019 - 2021     | Terra Brava                       | Carla Figueiredo               | Elenco Principal                     | SIC   |
| 2020 - presente | Domingão                          | Ela Própria                    | Apresentadora                        | SIC   |
| 2020            | Olhó Baião!                       | Ela Própria                    | Apresentadora                        | SIC   |
| 2021 - 2022     | Amor Amor                         | Jéssica Isabel Dinis           | Elenco Principal                     | SIC   |
| 2021 - 2022     | Olhá SIC                          | Ela Própria                    | Apresentadora                        | SIC   |
| 2021            | Pôr do Sol                        | Inspetora Paula                | Elenco Principal                     | RTP1  |
| 2021            | Estamos em Casa                   | Ela Própria                    | Apresentadora                        | SIC   |
| 2022            | Cantor ou Impostor?               | Ela Própria                    | Influenciadora                       | SIC   |
| 2023 - 2024     | Flor Sem Tempo                    | Diana Sousa                    | Elenco Principal                     | SIC   |
| 2023 - 2025     | Feriadão                          | Ela Própria                    | Apresentadora                        | SIC   |
| 2023 - 2024     | Festival da Comida Continente     | Ela Própria                    | Apresentadora                        | SIC   |
| 2023 - 2024     | Os Eleitos                        | Sheila Barros                  | Elenco Principal                     | SIC   |
| 2025            | A Herança                         | Susana Barbosa                 | Elenco Principal                     | SIC   |

### Apresentação de emissões especiais e outras participações
| Ano  | Projeto               | Função                                                              | Canal |
| ---- | --------------------- | ------------------------------------------------------------------- | ----- |
| 2021 | Olhó Natal            | Apresentadora, ao lado de Raquel Tavares e João Paulo Sousa         | SIC   |
| 2022 | É Bom Vivermos Juntos | Apresentadora, ao lado de Diana Chaves, João Baião e José Figueiras | SIC   |
| 2023 | Vale Tudo - Especial  | Concorrente Convidada                                               | SIC   |
| 2023 | Feliz Natal           | Apresentadora, ao lado de Melânia Gomes, Micaela e Miguel Costa     | SIC   |
| 2024 | Vale Tudo - Especial  | Concorrente                                                         | SIC   |
| 2025 | Olhá SIC...na Taça!   | Apresentadora, ao lado de João Paulo Sousa e Fernando Rocha         | SIC   |

### Cinema
| Ano  | Projeto            | Papel         |
| ---- | ------------------ | ------------- |
| 2010 | Duas Mulheres      | Mónica        |
| 2013 | RPG                | Jorge (jovem) |
| 2014 | Mau Mau Maria      | Fabiana       |
| 2018 | Linhas de Sangue   | Porto Côvo    |
| 2024 | Vive e Deixa Andar | Divã          |